# Jules de Courtarvel
Jules Honoré César, vicomte de Courtarvel, né le 25 janvier 1768 à Chartres et mort le 1er juillet 1841, est un militaire et homme politique français.

## Biographie
Entré au service, il y obtint bientôt une compagnie de cavalerie, qu'il commandait encore au début de la Révolution. Il émigra à Coblence, et fit campagne sous les ordres du prince de Condé.
Il est maire de Souday de 1813 à 1831.
La Première Restauration lui donna le grade de chef d'escadron et la croix de Saint-Louis. Le 15 février 1824, le 1er arrondissement électoral d'Eure-et-Loir le nomma député. Il siégea à droite.
Frère puiné de Louis François René de Courtarvel (1759-1841), député de Loir-et-Cher (1821-1827) et de Claude-René-César de Courtarvel (1761-1849), député d'Eure-et-loir (1816-1823), il est le gendre de Jean-Jacques-Philippe-Isaac Gueau de Gravelle de Reverseaux (1739-1794), propriétaire du château du même nom dans l'ancienne commune de Rouvray-Saint-Florentin en Eure-et-Loir.